# Medizinische Fakultät

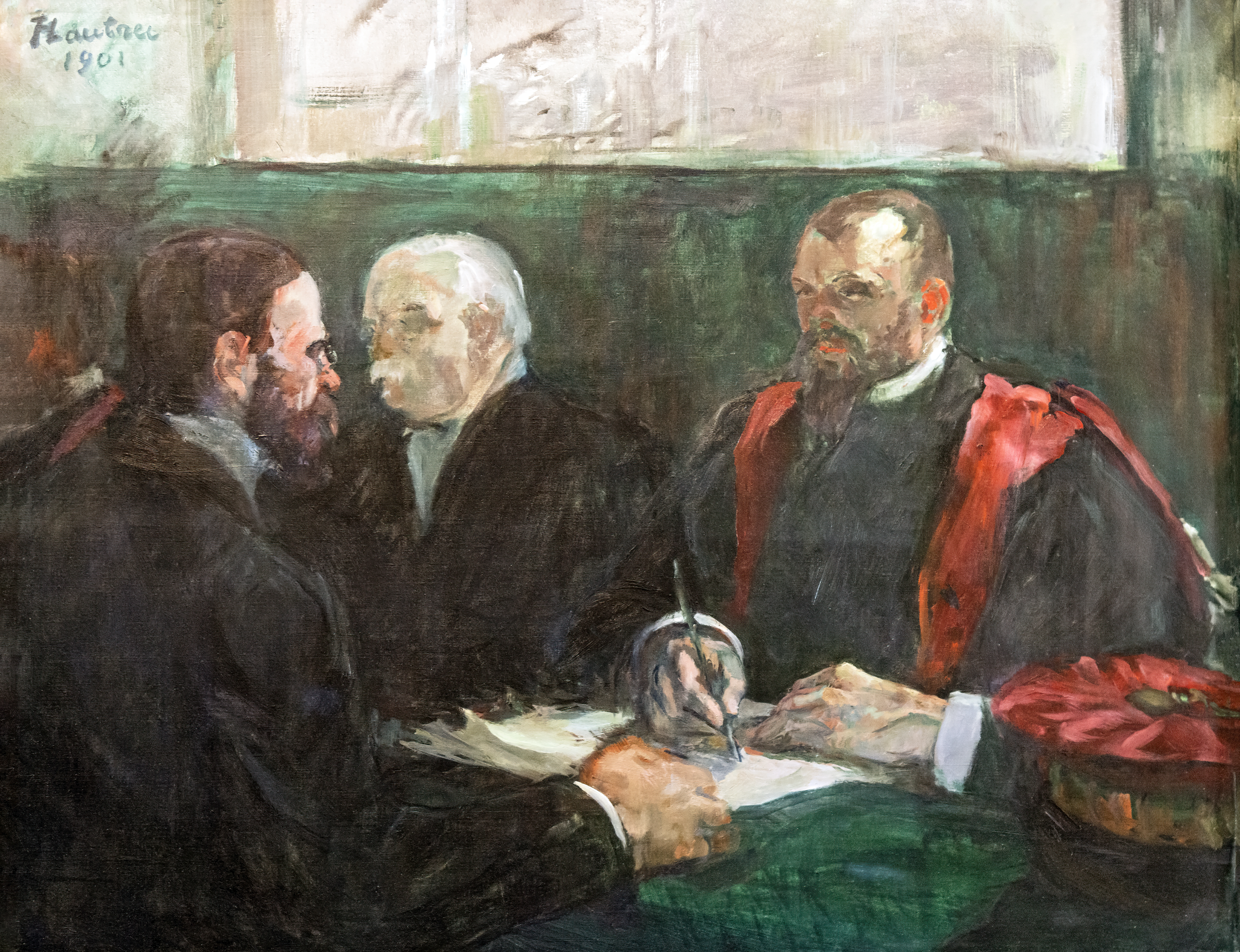
Prüfung an der medizinischen Fakultät von Paris. (Henri Toulouse-Lautrec, 1901)

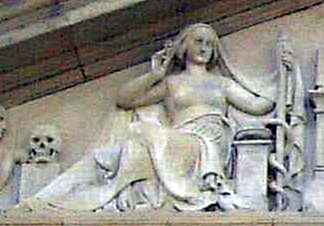
Allegorie der medizinischen Fakultät (Detail vom Giebel der Göttinger Universitätsaula)

Die Medizinischen Fakultäten sind Einrichtungen von Universitäten zur Verwaltung aller zur Durchführung eines Medizinstudiums nötigen Einrichtungen und ihrer gesamten Organisation, insbesondere der des jeweils dazugehörigen Universitätsklinikums bis hin zur Regelung der Kooperation mit eventuell angeschlossenen Lehrkrankenhäusern, ausländischen Universitäts- und Forschungseinrichtungen und den dazugehörigen Studentenaustausch. Bundesweit sind die deutschen Medizinischen Fakultäten im Medizinischen Fakultätentag (MFT)
zusammengeschlossen.

## Organisation
Wie allen Fakultäten einer Universität steht ihr ein gewählter Dekan vor und sie besitzt das Recht zur Promotion  (Dr. med., Dr. med. dent., ggf. Dr. rer. medic. o. Ä.) und Habilitation. Die eigentlichen Abschlussprüfungen in den betreffenden Studienfächern (Staatsexamen) werden vor staatlichen Prüfungskommissionen abgelegt.
Angebotene Studiengänge sind in der Regel Humanmedizin und Zahnmedizin. In den vergangenen Jahren sind hier bei manchen deutschen Uniklinika bzw. medizinischen Fachbereichen noch die Angebote für ein Studium der Hebammenwissenschaft sowie ein Studium der Pflegewissenschaft hinzugekommen.
Veterinärmedizin wird an eigenen Hochschulen und Fakultäten, teils auch im Rahmen der Agrarwissenschaften angeboten.

## Geschichte
Die Schule von Salerno (Schola Medica Salernitana) gilt als älteste medizinische Lehr- und Forschungsanstalt des europäischen Mittelalters. Das Kloster Monte Cassino unterhielt in Salerno ein Hospital für erkrankte Ordensbrüder. Kreuzfahrerschiffe legten in Salerno an, um dort ihre Kranken pflegen zu lassen. Aus der Gruppe der Heilkundigen, der civitas salernitatis, entwickelte sich eine der ersten medizinischen Hochschulen in Europa.
In Folge gehörte die medizinische Fakultät, neben der philosophischen, der juristischen und der theologischen, zu den klassischen vier Fakultäten einer europäischen Universität. Die Forschung und Ausbildung im Bereich der Pharmazie ist seit längerer Zeit getrennt von den medizinischen Fakultäten, wurde aber dort entwickelt.
In traditionellen allegorischen Darstellungen wird die medizinische Fakultät durch einen Äskulapstab und/oder einen Totenkopf symbolisiert.